# Schlosskrug (Hundisburg)

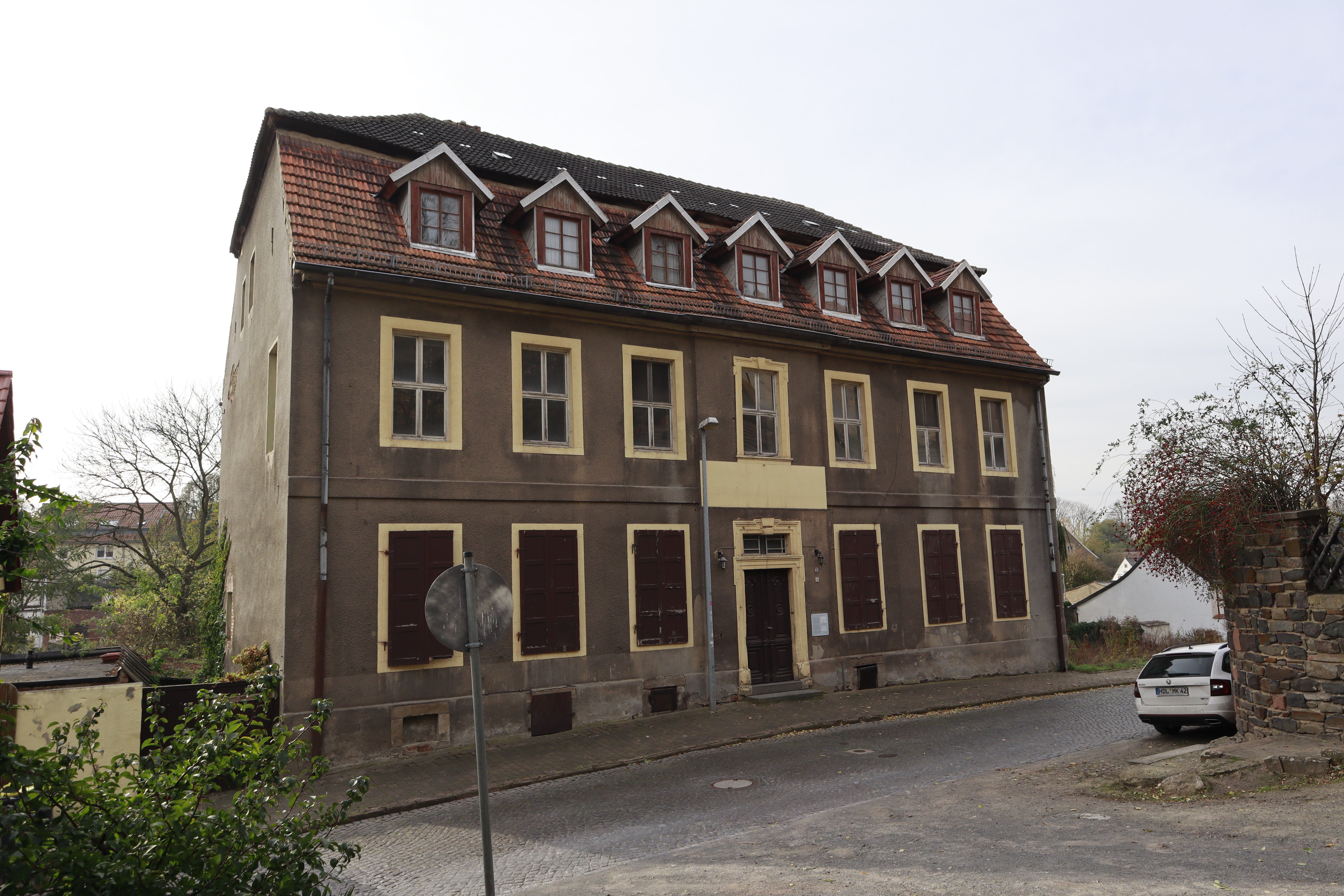
Der Schlosskrug im Herbst 2019

Der Schlosskrug ist ein denkmalgeschütztes ehemaliges Gasthaus im Ortsteil Hundisburg der Stadt Haldensleben in Sachsen-Anhalt.

## Lage
Er befindet sich an der Adresse Magdeburger Straße 7 unmittelbar südlich am Fuße des Schloss Hundisburg. Direkt gegenüber dem Haus beginnt eine zum Schloss hinauf führende Treppe.

## Architektur und Geschichte
Das zweigeschossige Gebäude entstand von 1750 bis 1753 im Auftrage der Schlossherrschaft. Es ersetzte als Schlosskrug das auch heute noch gegenüberliegende, allerdings veränderte Haus. Die Fassade des verputzten barocken Baus ist siebenachsig gestaltet. Die mittlere Achse tritt als flacher Mittelrisalit hervor. In ihr ist auch der Hauseingang angeordnet. Bedeckt wird das Haus von einem Mansarddach. Baulich entspricht das Gebäude dem Pfarrhaus Hundisburg.
Bis 1951 war die ursprüngliche Raumaufteilung mit Kaffee- sowie Gästezimmer und Küche sowie Nebengelassen erhalten, wurde dann jedoch in Teilen umgebaut. Der auf der Südseite des Hauses befindliche Garten wurde in der Vergangenheit als gastronomischer Freigarten genutzt. Das Gebäude wird zum Teil auch als Burgkrug bezeichnet.
Im örtlichen Denkmalverzeichnis ist das Gasthaus unter der Erfassungsnummer 094 50034 als Baudenkmal eingetragen.
Der Schlosskrug ist prägend für das Straßenbild und gilt als wichtiges kulturgeschichtliches Zeugnis für Gaststätten und Beherbergungsstätten aus dem 18. Jahrhundert.